# Бульвар Українського Відродження
Бульва́р Українського Відродження  — бульвар у Кременчуці. Протяжність близько 750 м. Розташований у центральній частині міста. Починається від парку Слави і прямує на північний захід до вул. Соборної. Бульвар названий в честь пам'яті представників Українського національного відродження.
Проходить крізь такі вулиці (з початку вулиці до кінця):
- Миколаївська
- Театральна
- Університетська

## Історія

### XIX століття
До 1899 року вулиця називалася Городовою і була єдиним цілим з нинішньою вулицею 29 Вересня. На місці нинішньої частини бульвару, обмеженої вулицями Театральною і Першотравневою, розташовувалася Червона площа, через неї проходила Городова вулиця.
У період активного розвитку міста у XIX столітті на вулиці з'явилися багато важливих споруд: Пушкінська народна аудиторія, Будинок мирових суддів. На вулиці також розташовувався молитовний будинок «Клауз», Московське страхове товариство, Санкт-Петербурзьке страхове товариство, проживали купці, чиновники, лікарі, військові.
Під час революційних подій 5 лютого 1905 року на Червоній площі відбувся багатолюдний мітинг, який став продовженням низки страйків. 18 жовтня того ж року у Народній аудиторії зібрався мітинг як відповідь на царський маніфест. У результаті бійки, що зав'язалася з козаками, понад 100 осіб було поранено, один убитий.

### Повоєнне відновлення
Під час Другої світової війни вся забудова на вулиці була знищена. Новий ансамбль вулиці формувався у післявоєнний радянський період. Уздовж вулиці були побудовані нові п'ятиповерхові житлові будинки. У 1955 році на перетині з Соборною вулицею планувалося створення Театральної площі з будівництвом нового драматичного театру. Плани з будівництва театру не були здійснені, площа залишалася безіменною до 1967 року, потім стала отримала назву Площі Революції (нині Площі Незалежності).
Спочатку посередині новоствореної вулиці проходила проїжджа частина. До 1 травня 1961 було закладено бульвар, облаштовані алеї, по краях яких розмістилися насадження робінії звичайної форми «сферична», тополі, липи. У 1968 році на честь 25-ї річниці вигнання німців на місці колишньої Червоної площі було насипано земляний курган, на вершині якого була встановлена гранітна плита з написом: «Тут буде споруджено меморіальний комплекс „Пагорб Бойової Слави“ воїнам Радянської Армії, загиблим у боях за Кременчук у роки Радянсько-української війни». На пагорбі були встановлені гільзи із землею з місць бойової слави (Москви, Одеси, Севастополя та інших міст). На спорудження комплексу проводився збір коштів серед жителів міста, велася робота над проєктом. У 1983 році почалося будівництво першої черги, пагорб практично розрівняли. Однак незабаром роботи припинилися, меморіал не був побудований.
У 1972 році на початку бульвару було відкрито Міський палац культури, який став найбільшим палацом культури міста. Типовий палац отримав індивідуальне оформлення, над яким трудився український художник-монументаліст Задорожний Іван-Валентин Феодосійович. Перед будівлею було відкрито фонтан, який був одночасно частиною системи технічного охолодження води для палацу.
У 1977 році два сквери на вулиці Соборній, що розділяються до цього бульваром Пушкіна, були об'єднані у єдиний сквер Жовтневий (нині Сквер імені Олега Бабаєва). Вулиця, таким чином, виявилася розділеною на дві частини. Частина, що розташовувалася за вулицею Леніна, отримала назву на честь дня вигнання німців з Кременчука: вулиця 29 Вересня.

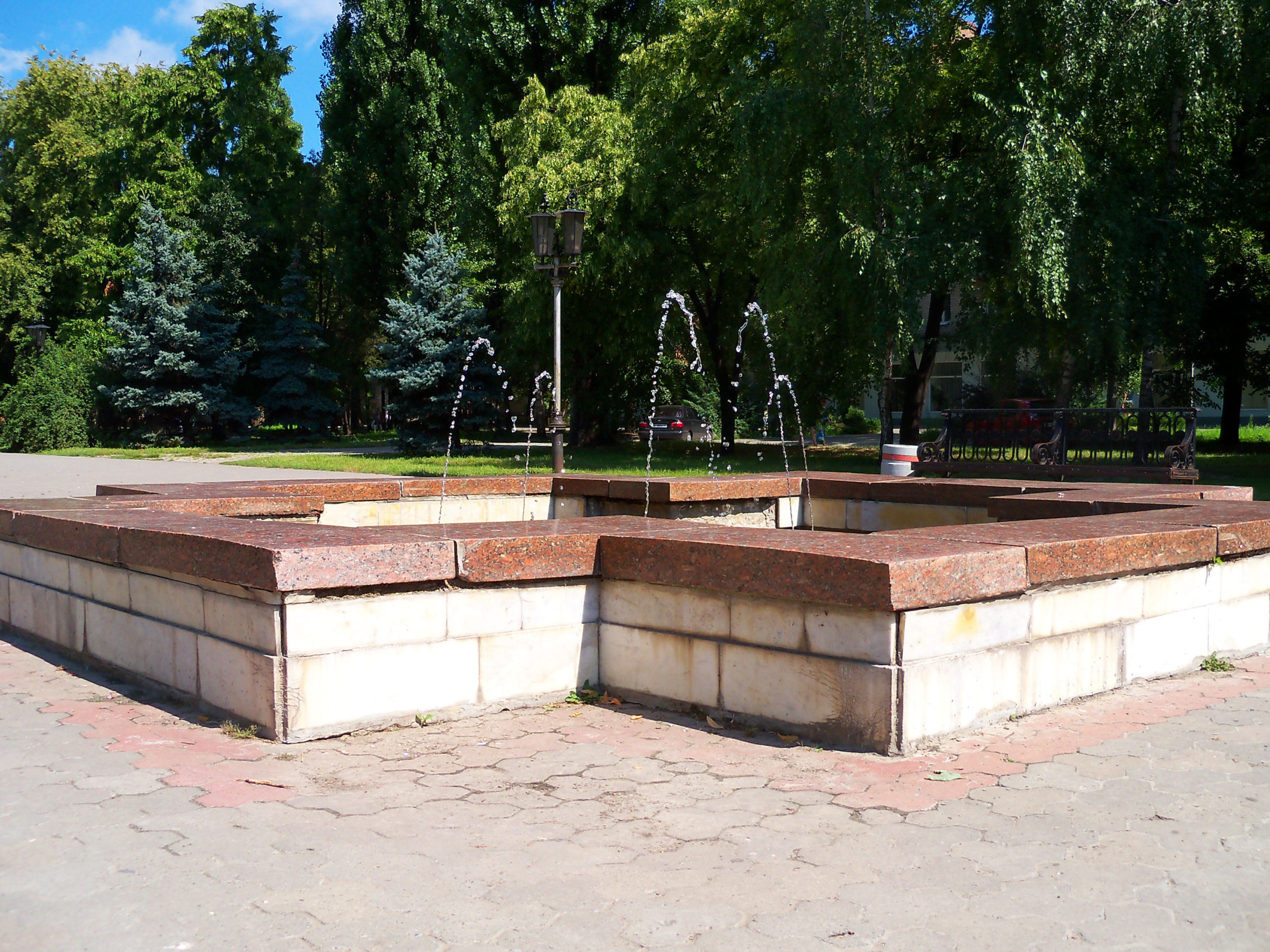
Фонтан на бульварі в 2011 році

На початку 80-х була проведена реконструкція бульвару. За проєктом міського архітектора Расстригіна було споруджено ансамбль з чотирьох фонтанів, які символізують пори року. У 1984 році під час земляних робіт із прокладання теплотраси виявлено скарб із срібних і золотих виробів вагою в 30 кілограмів: кілька столових срібних наборів російського виробництва, японські срібні чарки, уламки і цілі золоті та срібні вироби, а також золоті монети, які були кваліфіковані як колекційні. Скарб здано державі.
У 1985 році на бульварі було встановлено погруддя Пушкіна авторства скульпторів І. Ястребова і Ю. Шорохова та архітекторів Л. Расстригіна і С. Ткаченко. Погруддя простояло до 21 листопада 2022 року, коли було демонтоване згідно з рішенням міської ради.
22 лютого 1990 році було прийнято рішення міськвиконкому № 137 «Про спорудження пам'ятника Т. Г. Шевченко у Кременчуці», після чого на бульварі біля будівлі Промінвестбанка було встановлено присвячений цьому пам'ятний знак. Сам пам'ятник був відкритий в іншому місці, на березі Дніпра, 24 роки по тому.

### Період незалежності України

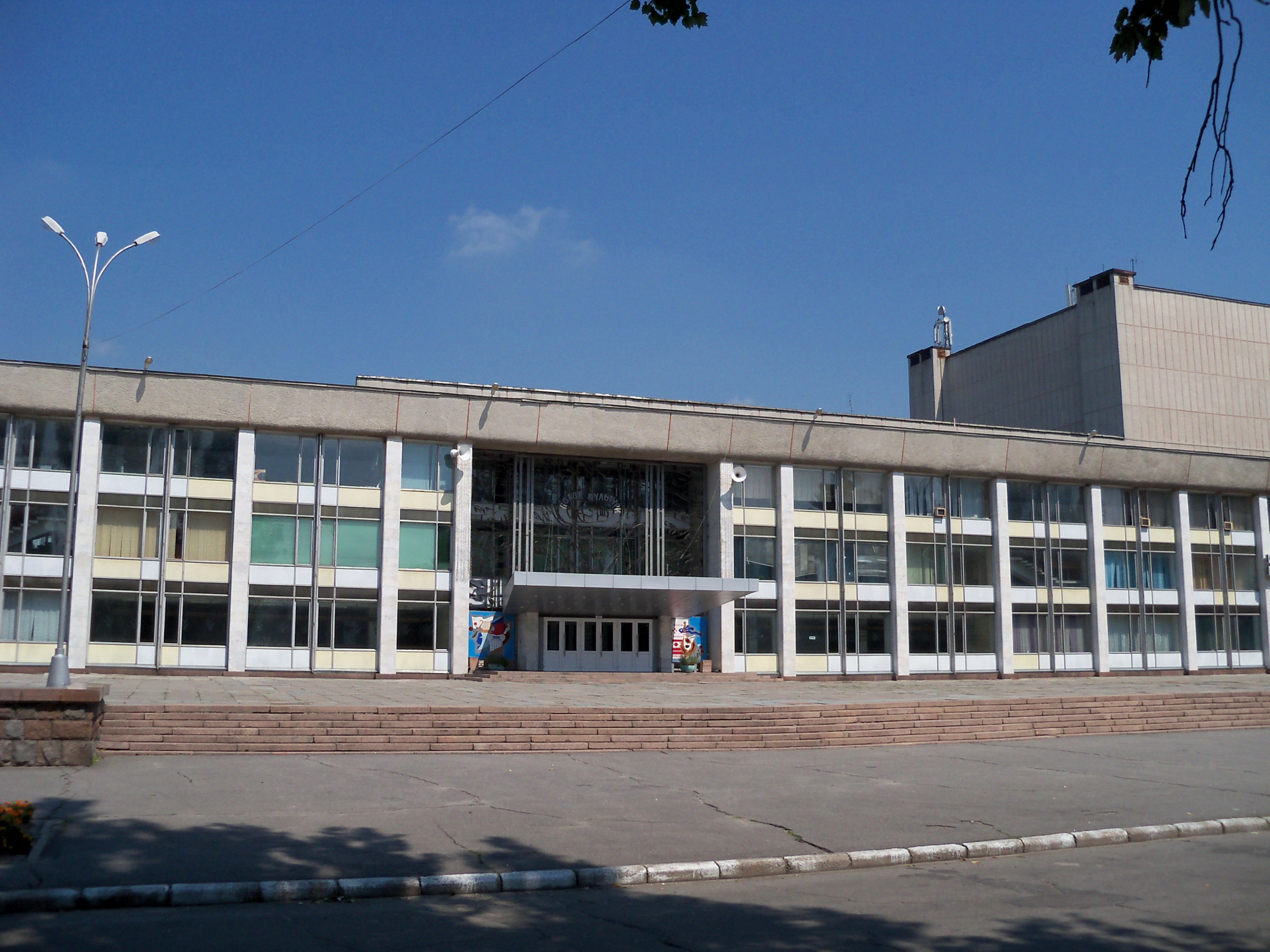
Міський палац культури

У 1994 році було зупинено фонтан біля міського палацу. У 2013 році на бульварі планувалося спорудження нового фонтанного комплексу, яке не було здійснено. Станом на 2016 рік, на бульварі діють вже існуючі фонтани. У 1995 році на будинку номер 18 була встановлена меморіальна табличка, присвячена Сергію Петровичу Шпаковському — командиру взводу 496-ї окремої розвідувальної роти 236-ї стрілецької дивізії, Герою Радянського Союзу, який проживав у цьому будинку з 1944 по 1991 рік. У 2002 році на будинку номер 21 було встановлено меморіальну дошку на честь заслуженого лікаря УРСР Бориса Івановича Нагайченка. У 2008 році було прийнято рішення про встановлення на будинку номер 20 меморіальної дошки, що увічнює пам'ять заслуженого лікаря УРСР Валентини Тимофіївни Федько, яка проживала у цьому будинку з 1963 по 2006 рік. Дошка відкрита у 2009 році. У тому ж році на будинку відкрито меморіальну дошку Михайлу Георгійовичу Козенко, громадському діячеві та колишньому керівнику міста.
У 2010-х роках на перехресті вул. Першотравневої та бульвару планувалося будівництво двох 26-поверхових житлових будинків, яке станом на 2019 рік не було здійснено.
18 листопада 2022 року в рамках деколонізації після початку широкомасштабного вторгнення Росії в Україну бульвар отримав назву Українського Відродження — культурно-філософського руху відродження на теренах України.
Українське національне відродження — соціальний та політичний рух започаткований на території Російської та Австро-Угорської імперій, що виступав за національно-культурне відродження й становлення української нації.
Активними представниками руху є Володимир Антонович, Микола Лисенко, Михайло Старицький, Павло Чубинський, Володимир Страшкевич, Олександр Русов та інші.
Кременчужанин Павло Житецький — активний діяч Українського Відродження.
Першою українською політичною організацією, що стояла на засадах самостійності України, було «Братство тарасівців» (1891—1898) — таємна організація, утворена в Полтаві. Його заснував невеликий гурт українських студентів — Віталій Боровик, Борис Грінченко, Іван Липа, Микола Міхновський, Володимир Шемет.

## Будівлі та об'єкти
На бульварі знаходяться Придніпровський ринок та міський палац культури, корпус факультету управління Кременчуцького національного університету, офіси телеканалу «Візит» та газети «Програма плюс», ресторан «Метрополь».